# فرودگاه شهرستان فرانکلین (جورجیا)
فرودگاه شهرستان فرانکلین (جورجیا) (به انگلیسی: Franklin County Airport (Georgia)) یک فرودگاه همگانی بهره‌برداری هوایی با کد یاتا none است که یک باند فرود آسفالت دارد و طول باند آن ۱۰۷۱ متر است. این فرودگاه در کشور ایالات متحده آمریکا قرار دارد و در ارتفاع ۲۶۲ متری از سطح دریا واقع شده است.